# Spinus crassirostris
Il lucherino beccogrosso (Spinus crassirostris (Landbeck, 1877))  è un uccello passeriforme della famiglia Fringillidae.

## Etimologia
Il nome scientifico della specie, crassirostris, deriva dall'unione delle parole latine crassus ("grosso") e roster  ("rostro"), col significato di "dal becco grosso: il loro nome comune altro non è che una traduzione di quello scientifico.

## Descrizione

### Dimensioni
Misura 12,5–14 cm di lunghezza, per un peso di 19 g: questi valori, pur modesti, rendono il lucherino beccogrosso il rappresentante di maggiori dimensioni fra i lucherini.

### Aspetto
Si tratta di uccellini dall'aspetto robusto, muniti di testa arrotondata, becco conico e appuntito, ali appuntite anch'esse e coda dalla punta lievemente forcuta. Nel complesso, i lucherini beccogrosso somigliano molto all'affine lucherino testanera, rispetto al quale presentano dimensioni maggiori, aspetto più massiccio e bianco sul ventre.
Il piumaggio è di colore nero su testa, parte superiore del petto, ali (dove sono però presenti ampi specchi di colore giallo sugli orli delle copritrici e sulle remiganti centrali) e coda, mentre petto, codione e sottocoda sono di colore giallo, con tendenza a schiarirsi nel biancastro su ventre e fianchi: la nuca ed il dorso sono di colore verde oliva. Il dimorfismo sessuale è ben evidente, con le femmine che mancano del cappuccio nero cefalico e del giallo del petto, che si presenta grigiastro, mentre la testa è grigio-nerastra.

In ambedue i sessi il becco e le zampe sono di colore nerastro, mentre gli occhi sono di colore bruno scuro.

## Biologia
Si tratta di uccelli dalle abitudini essenzialmente diurne, che si muovono in coppie o in piccoli gruppi e passano la maggior parte della giornata alla ricerca di cibo fra i cespugli e l'erba alta, facendo poi ritorno per passare la notte a posatoi riparati.

### Alimentazione
La dieta del lucherino beccogrosso è basata sulle piante di Polylepis, dei quali questi uccelli consumano sia i semi che le foglioline e i germogli, soprattutto durante il periodo riproduttivo: essi si nutrono tuttavia anche di semi di altre piante, sia erbacee che arbustive, oltre che di foglioline tenere e germogli, nonché (molto sporadicamente) anche di insetti e piccoli invertebrati.

### Riproduzione
Il periodo riproduttivo comincia in gennaio, con nidi e uova rinvenuti in febbraio e marzo: mancano altre informazioni sulle abitudini riproduttive di questi uccelli, tuttavia si ha motivo di credere che esse seguano, per modalità e tempistica, quanto osservabile fra i fringillidi in generale e fra i lucherini in particolare.

## Distribuzione e habitat
Il lucherino beccogrosso è un abitatore della cordigliera delle Ande, della quale popolano (anche se in maniera discontinua) la porzione meridionale dal Perù centro-meridionale all'area di confine fra Argentina e Cile centrali.
L'habitat di questi uccelli è rappresentato dalla puna e dalla steppa andina con presenza di cespugli sparsi o di aree cespugliose a prevalenza di Polylepis, piante alla quale essi sono molto legati.

## Tassonomia
Se ne riconoscono due sottospecie:
- Spinus crassirostris crassirostris (Landbeck, 1877) - la sottospecie nominale, diffusa in Bolivia meridionale, Cile nord e centro-occidentale ed Argentina nord e centro-orientale;
- Spinus crassirostris amadoni George, 1964 - diffusa in Perù centrale e meridionale, nell'estremità sud-occidentale della Bolivia e nell'estremo nord del Cile;

le popolazioni del Perù centro-meridionale (fra le regioni di Ancash e Ayacucho), con caratteri intermedi fra le due sottospecie, sono secondo alcuni autori da elevare al rango di sottospecie a sé stante.